# Zapoteca lambertiana
Zapoteca lambertiana là một loài thực vật có hoa trong họ Đậu. Loài này được (G.Don) H.M.Hern. miêu tả khoa học đầu tiên.